# Edward Posadzki
Edward Posadzki – polski bokser.

## Życiorys
Jako pięściarz był zawodnikiem sekcji bokserskiej Zakładowego Klubu Sportowego Stal Sanok. Podczas turnieju mistrzostw Polski edycji 1967 w Łodzi (oficj. „IV Ogólnopolska Spartakiada Bokserska i Mistrzostwa Polski w boksie”), startując w wadze koguciej do 54 kg) zdobył brązowy medal, po tym jak w eliminacjach pokonał Burcharda przez nokaut w trzeciej rundzie, 19 października 1967 w ćwierćfinale pokonał walkowerem Zbigniewa Olecha (rywal z powodu kontuzji nie został dopuszczony do walki przez lekarza), zaś w walce półfinałowej 21 października 1967 uległ przez techniczny nokaut w drugiej rundzie późniejszemu mistrzowi, Janowi Gałązce. W turnieju występował jako zawodnik Stali Sanok i reprezentant okręgu rzeszowskiego. Wraz z zespołem Rzeszowa zajął drużynowo drugie miejsce w całej spartakiadzie (uzyskał 2 pkt. do łącznie 19-punktowego dorobku).
Na początku lat 80. będąc pracownikiem Służby Kontroli Jakości w Sanockiej Fabryce Autobusów „Autosan” pełnił funkcję kierownika drużyny juniorskiej sekcji pięściarskiej Stali Sanok. W 1987 zajął szóste miejsce w plebiscycie na najlepszego sportowca 40-lecia Stali Sanok 1946-1986.